# Parafia św. Andrzeja Apostoła w Toruniu
Parafia św. Andrzeja Apostoła w Toruniu – parafia rzymskokatolicka w diecezji toruńskiej, w dekanacie Toruń II, z siedzibą w Toruniu. Proboszczem parafii jest ks. Łukasz Skarżyński.
Parafia została erygowana 9 listopada 2016 roku przez biskupa toruńskiego Andrzeja Suskiego. Swym zasięgiem obejmuje osiedle Jar, wchodzące w skład Wrzosów.
4 sierpnia 2018 roku biskup toruński Wiesław Śmigiel poświęcił teren pod budowę domu parafialnego, natomiast 29 sierpnia 2019 roku dokonano uroczystego wmurowania kamienia węgielnego pod budowę kościoła.
Parafie obejmuje ulice:
- Freytaga,
- Konrada Grasera,
- Grudziądzka (od skrzyżowania z Polną w stronę Łysomic),
- Hubego,
- Polna (prawa strona),
- Strobanda,
- Ugory (prawa strona),
- Watzenrodego.